# Raklje
Raklje (cyr. Ракље) – wieś w Czarnogórze, w gminie Bijelo Polje. W 2011 roku liczyła 79 mieszkańców.